# الثماني (التجديف)

رمز الثماني

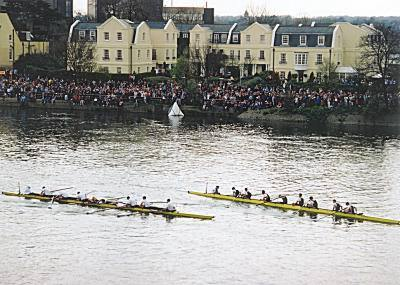
ثمانية في نهائي سباق أكسفورد و كامبريدج للقوارب 2002

الثماني هو قارب تجديف يستخدم في رياضة التجديف التنافسية (الطاقم). وهو مصمم لثمانية مجدفين، الذين يدفعون القارب من خلال مجاذيف غير متماثلة، بالإضافة إلى الثمانية مجدفين هناك ربان.
كل من المجدفين الثمانية لديه مجداف واحد. هناك أربعة مجدفين على الجانب الأيمن وأربعة على الجانب الأيسر. يوجه الربان القارب باستخدام الدفة ويجلس عادة في مؤخرة القارب. نظرًا لسرعة القارب، فإنه من غير الآمن بوجه عام التجديف بدون ربان.
قوارب السباق (تسمى غالبًا بالإنجليزية "shells" بمعنى أصداف) طويلة وضيقة وبشكل عام شبه دائرية في المقطع العرضي لتقليل الاحتكاك. أساسا كانت القوارب تصنع من الخشب، إلى انه حديثا غالبا ما تصنع من مادة مركبة (عادةً من البلاستيك المقوى بألياف الكربون) لمزايا القوة والوزن. هذه الفئة من القوارب لها زعنفة باتجاه الخلف، للمساعدة في منع التدحرج والانعراج. يتم توزيع مثبتتات المجاديف بالتناوب على طول القارب بحيث تنطبق القوى بشكل غير متماثل على كل جانب من جوانب القارب.
إذا تم تجديف القارب بواسطة مجدفين لكل منهما مجاذيف، يشار إلى الفئة باسم المجذاف الثماني حيث مثبتتات المجاديف موزعة بشكل متماثل.
أما قوارب المجاديف غير المتماثلة يجب أن تكون أكثر صلابة، وبالتالي يتطلب المزيد من التدعيم، مما يعني أنه يجب أن يكون أثقل من قارب المجذاف المكافئ. مع ذلك لا يتم غالبا المنافسة في المجذاف الثماني في المنافسات العالمية الرئيسية.
«الثماني» هو أحد الفئات المعترف بها من قبل الاتحاد الدولي للتجديف وأحد الأحداث في الأولمبياد. أقيم أول سباق للثماني الأولمبي في عام 1900 وفازت به الولايات المتحدة.